# خالد علي (لاعب كرة قدم)
خالد علي، لاعب كرة قدم إماراتي دولي سابق .
مثل نادي العين و منتخب الإمارات في كأس آسيا 2004 .